# Sklářská huť František
Sklářská huť František je historická budova sklárny v Sázavě v okrese Benešov, v níž nyní sídlí Centrum sklářského umění. Jedná se o hodnotnou stavbu industriálního dědictví, reprezentující fenomén sklářství ve středních Čechách 2. poloviny 19. století s ojediněle zachovanými exempláři strojního zařízení. Od 13. dubna 2010 je areál kulturní památkou.

## Historie
František Kavalír s manželkou Antonií koupili roku 1835 sázavský mlýn Na Kácku. V roce 1837 otevřeli první sklářskou huť, jež dostala jméno Svatoprokopská a později se jí přezdívalo Babička. V její bezprostřední blízkosti vznikla osada. Roku 1882 jejich syn Josef založil druhou huť s pánvovou lesní pecí na přímý otop dřevem, která však zanedlouho přestala vyhovovat a již o rok později byla vyměněna za pec gázovou, u níž byl postaven i generátor na zplyňování dřeva. Stavba nové pece zaručila vyšší kvalitu produktů. V roce 1939 probíhalo na Sázavě natáčení filmu Teď zas my (premiéra v kinech 21.4.1939, režie : Čeněk Šlégl).
V letech 1947–1948 byla vystavěna parabolická hala dle plánů Václava Knoblocha, k níž roku 1955 přibyl objekt rafinérie. Administrativní budovy byly přistavěny o tři roky později.
Poté co huť spotřebovala většinu paliva z okolí, začala v ní výroba ustávat a její odkaz zůstal pouze v místních názvech. Provoz byl ukončen v roce 1928 a po druhé světové válce v omezeném rámci obnoven. Huť sloužila jako učiliště a vznikaly v ní výrobky speciálního rázu. Objekt přilehlé rafinérie, s železobetonem vyztuženou stropní konstrukcí, byl adaptován na obchodní středisko.
Během prvních let 21. století došlo k odstranění novostaveb a prvků, které nekorespondovaly s historickou podobou sklářské hutě. V roce 2009 v ní bylo slavnostně otevřeno Centrum sklářského umění, jenž se zasazuje o zachování industriálního dědictví a tradic regionálního sklářství. Prostory slouží také galerijním účelům. Projekt byl iniciován Nadací Josefa Viewegha.